# Александровка Вторая (Черниговская область)
Алекса́ндровка Втора́я (укр. Олекса́ндрівка Дру́га) — село в Репкинском районе Черниговской области Украины. Население 30 человек. Занимает площадь 0,82 км².
Код КОАТУУ: 7424483307. Почтовый индекс: 15027. Телефонный код: +380 4641.

## Власть
Орган местного самоуправления — Клубовский сельский совет. Почтовый адрес: 15014, Черниговская обл., Репкинский р-н, с. Клубовка, ул. Новая, 2а. Тел.: +380 (4641) 4-11-23; факс: 4-11-23.